# Trachymene pilosa
Trachymene pilosa är en flockblommig växtart som beskrevs av James Edward Smith. Trachymene pilosa ingår i släktet Trachymene och familjen flockblommiga växter. Inga underarter finns listade i Catalogue of Life.